# Peter Løvenkrands
Peter Rosenkrands Løvenkrands (Hørsholm, 1980. január 29. –), dán válogatott labdarúgó.
A dán válogatott tagjaként részt vett a 2002-es világbajnokságon és a 2004-es Európa-bajnokságon.

## Sikerei, díjai
AB
- Dán kupagyőztes (1): 1998–99

Rangers
- Skót bajnok (2): 2002–03, 2004–05
- Skót kupagyőztes (2): 2001–02, 2002–03
- Skót ligakupagyőztes (3): 2001–02, 2002–03, 2004–05

Newcastle United
- Angol másodosztályú bajnok (1): 2009–10